# Колотов, Иван Дмитриевич
Иван Дмитриевич Колотов (10 октября 1997, Красногорское, Удмуртия) — российский биатлонист, чемпион России.

## Биография
На внутренних соревнованиях представляет Пермский край (г. Чайковский) и спортивное общество «Динамо». Тренеры — И. А. Каринцев, С. Н. Клячин.
Неоднократный призёр первенств России в младших возрастах, в том числе в летнем биатлоне — серебро в спринте (2016), золото в спринте и бронза в смешанной эстафете (2017). Победитель всероссийских отборочных соревнований по летнему биатлону в спринте и смешанной эстафете (2018). В зимнем биатлоне — бронза первенства России в масс-старте (2018). Победитель Всероссийской Универсиады 2018 года в гонке преследования, 2020 года в масс-старте.
Участник юниорского чемпионата мира по летнему биатлону 2018 года в Нове-Место. В спринте занял 19-е место, в гонке преследования — 23-е.
На взрослом уровне в 2020 году стал победителем чемпионата России в одиночной смешанной эстафете, в команде Пермского края вместе с Валерией Васнецовой.